# Кроноцький заповідник
54°35′ пн. ш. 160°43′ сх. д. / 54.58° пн. ш. 160.72° сх. д.
Кроноцький заповідник (рос. Кроноцкий заповедник) — один з найстаріших заповідників Росії. Як державний утворено в 1934 році на місці існуючого з 1882 року Соболиного заповідника. Кроноцький державний заповідник розташований у східній частині півострова Камчатка і займає площу 1 147 619,37 га, включаючи: 135 000 га (1 350 км²) тримільної акваторії що примикає Тихого океану. Заповідник має у своєму складі територію Кроноцького півострова. Тут розташовані 8 діючих вулканів, найвищим з яких є Кроноцька сопка (3528 м), термальні озера, знаменита Долина гейзерів, водоспади.

## Флора і фауна
Основну частину території заповідника займають ліси з кам'яної берези (Betula ermanii), у верхніх частинах схилів гір поширені зарості кедрового сланця та Duschekia kamtschatica. У басейні Кроноцького озера поширені хвойні ліси з Larix cajanderi, Picea jezoensis та Betula platyphylla. Вздовж річок ростуть заплавні ліси, де основними лісовими породами є Populus suaveolens, Chosenia, Salix udensis, Alnus hirsuta. У другому ярусі хвойних та мішаних лісів зустрічаються черемха звичайна, Crataegus chlorosarca, горобина сибірська. У підліску каменоберезових лісів звичайні Sorbus sambucifolia, що має великі солодкі плоди, Rosa amblyotis, Spiraea betulifolia, жимолость синя, Lonicera chamissoi, верба козяча, Salix udensis тощо. На крайньому півдні заповідника зустрічається ендемік Камчатки - Sambucus kamtschatica, тут же проходить північна межа поширення цього виду.
Гербарій Кроноцького державного заповідника системно почав формуватися з 1987 р, загальна кількість зразків - 1150.
З ссавців у заповіднику водяться бурий ведмідь, дикий північний олень, лось, баран сніговий, рись ,  лисиця, росомаха, соболь, горностай, ласка, білка, Marmota camtschatica, ховрах арктичний, пискуха північна, полівки, бурозубки тощо. Кажани представлені 2 видами -  нічниця Брандта і пергач північний. У річки заповідника заходять на нерест тихоокеанські лососі - горбуша, кета, чавича, кижуч, нерки. Рептилії відсутні, земноводних всього 1 вид - сибірський кутозуб. На узбережжі Кроноцької затоки розташовуються лежбища сивучів. У навколишніх водах водиться безліч видів китів - сірий кит, Eubalaena japonica, косатки, морські свині, а також тюлені і морські видри - калани.
Найважливіша роль заповідника у збереженні бурого ведмедя: тут мешкає одна з найбільших в Росії під охороною дика популяція цих тварин (понад 800 особин), що забезпечує їх стабільне збереження на півострові.
Камчатський підвид дикого північного оленя - один з найбільших у світі і на початок ХХІ сторіччя зберігся в основному на території заповідника, де мешкає у вулканічних районах. Доля цього виду на Камчатці сильно залежить від збереження популяції на заповідній території.

## Унікальні природні об'єкти
Долина гейзерів - одне з найбільших гейзерних полів світу і єдине в Євразії. Є глибоким каньйоном річки Гейзерної, на бортах якого на площі близько 6 км знаходяться численні виходи гейзер ів і гарячих джерел, грязьові котли, термальні майданчики,  водоспади і озера.
Кальдера вулкана Узон - унікальний район комплексного прояву сучасних геологічних і мікробіологічних процесів: термальні джерела й водойми створюють незвичайні умови для розвитку  термофільних організмів.
Кроноцька сопка - діючий вулкан висотою 3528 м. Кратер заповнений екструзивною пробкою, є фумароли (особливо активна їх діяльність відзначена в 1923). Виверження вулкана рідкісні.
Кроноцьке озеро - найбільше прісноводне озеро Камчатки. В озері живе прісноводна форма нерки (кокань) і три ендемічних вид гірських гольців. Ця унікальна екосистема може служити еталоном при проведенні моніторингових досліджень.
Гай Abies gracilis - ділянка темнохвойного лісу, утвореного ендеміком Камчатки - Abies gracilis, площею всього близько 20 га у нижній течії річки Новий Семячик, за 4 км від узбережжя Тихого океану.